# IC 4388
IC 4388 је спирална галаксија у сазвјежђу Кентаур која се налази на листи објеката дубоког неба у Индекс каталогу.
Деклинација објекта је - 31° 45' 12" а ректасцензија 14h 16m 3,5s. Привидна величина (магнитуда) објекта IC 4388 износи 13,5 а фотографска магнитуда 14,3. IC 4388 је још познат и под ознакама ESO 446-38, MCG -5-34-3, AM 1413-313, IRAS 14131-3131, PGC 50964.